# امل مرقس
امل مرقس (عربی: أمل مرقس؛ زادهٔ ۱۱ ژوئیهٔ ۱۹۶۸) هنرپیشه، خواننده، آهنگساز، و مجری تلویزیون اهل فلسطین است.